# La Ciénaga (Barahona)
La Ciénaga es un municipio de la República Dominicana, que está situado en la provincia de Barahona.

## Localización
Es el primer municipio de esa provincia en la zona de la costa, camino hacia Pedernales, y está rodeado de montañas. Está situado a unos 18 kilómetros de la ciudad de Barahona. 

## Límites
Municipios limítrofes:
|                       | Norte: Barahona |                  |
| Oeste: Polo y Paraíso |                 | Este: Mar Caribe |
|                       | Sur: Paraíso    |                  |

## Demografía
Cuenta con 8.632 habitantes, el 53,6% de los cuales son varones.

## Distritos municipales
Está formado por los distritos municipales de:
| Nombre     | Código   |
| ---------- | -------- |
| La Ciénaga | 06040701 |
| Bahoruco   | 06040702 |

## Historia
La Ciénaga fue fundada en 1863 y es municipio desde junio de 2004.

## Ecosistema
La vegetación corresponde a un Bosque húmedo tropical y subtropical en las zonas más elevadas. La temperatura media está entre los 26 y 33 °C. La temporada de lluvias es de abril a julio y de noviembre a diciembre, con una precipitación anual promedio de entre 655 y 2500 mm.

## Turismo
Entre sus principales atractivos están:
- Río Bahoruco, uno de los más cristalinos del país con sus balnearios La Hortaliza, Los Morones y la Plaza
- Rio El Cacao
- Mina de larimar (única en el mundo)
- El paraje El Arroyo.
- Rio La Ciénaga
- Playa el Quemaito
- Playa Bahoruco
- Playa la Ciénaga.
- Playa San Rafael

En sus montañas está el Bosque Húmedo de Cachote, rico en plantas y faunas endémicas.

## Infraestructuras
El municipio cuenta con cinco escuelas primarias, un liceo, una biblioteca municipal, un Centro tecnológico Comunitario y una Unidad de Atención Primaria de Salud. Energía eléctrica (desde 1977) y agua potable (algunos parajes como Bejucal, Helechos, Bahoruquito y otros, aún no cuentan con estos servicios). El 90% de los hogares del casco urbano cuenta con agua potable, recogida de basura (87%) y cobertura celular.
Cuenta además de clubes diurnos y nocturnos, bares, discotecas, cancha de basketball, iglesia católica, la Parroquia Ntra. Sra. de Fátima, etc. La ciudad posee el balneario playa la Ciénaga, una de las mejores de la zona donde desemboca el río del mismo nombre.

## Economía
El 65% de los hogares está en situación de pobreza, el 36% de pobreza extrema. Apenas hay empresas ni fuentes de empleo fuera del sector público; se practica agricultura de subsistencia, y otras actividades (pesca, artesanal, construcción, reventa de artículos varios, la mina de larimar).
En la zona montañosa se cultiva café y sus frutas asociadas (mango, guanabana 'llamada además la fruta local característica de esta comunidad", guayaba, naranjas, chinas, anones, mamones, quenepas, caimitos, etc.) y productos de ciclo corto.